# So You Think You’re Not Guilty
So You Think You’re Not Guilty ist ein US-amerikanischer Kurzfilm aus dem Jahr 1950 von Richard L. Bare. Die Hauptrollen sind mit George O’Hanlon und Phyllis Coates besetzt. Der Film erhielt eine Oscarnominierung.

## Inhalt
Gerade als Joe McDoakes eine Ampelanlage passiert, spielt das Lichtsignal verrückt und wandert auf und ab und wieder zurück. McDoakes, der mitten auf der Kreuzung steht, sieht sich außerstande, angemessen zu reagieren. Ein hinzukommender Verkehrspolizist fragt ihn nach seinen Papieren, die McDoakes jedoch nicht bei sich hat. Er soll eine Strafe von zwei Dollar bezahlen, bevor er weiterfahren darf. Das sieht er jedoch nicht ein, da er ein äußerst starrköpfiger Mann ist. Er will der Welt beweisen, dass ihn keinerlei Schuld trifft und lässt es stattdessen auf eine Gerichtsverhandlung ankommen, in der er auf „nicht schuldig“ plädiert. Als das Urteil verkündet wird, glaubt er, seinen Ohren nicht trauen zu können, denn es wird eine 10-jährige Gefängnisstrafe über ihn verhängt.

## Produktion

### Produktionsnotizen
Es handelt sich um eine Richard L. Bare Produktion, hergestellt von Vitaphone für Warner Bros., gedreht in den Warner Bros. Burbank Studios.
Der Film gehört zu einer Filmreihe von 63 Kurzfilmen, die in den Jahren 1942 bis 1956 entstanden, und jeweils mit So You … begannen, auch bekannt als Behind the Eight Fall-Serie. George O’Hanlon spielte in den So You Want to Be …-Filmen des Rolle des Joe McDoakes, ab 1948 war Phyllis Coates die Frau an McDoakes Seite. Der Name Joe Doakes war seinerzeit ein in Amerika populärer Slang-Begriff für den durchschnittlichen Mann.

### Hintergrund
Edward Arnold und Victor Moore hatten den Sketch Pay the Two Dollars bereits 1946 in MGMs Ziegfeld Follies veröffentlicht und 1952 in einer überarbeiteten Version in einer Episode von Abbott und Costello. Moore spielt dort den hartnäckigen Mann, der im Gefängnis endet, weil er die zwei Dollar partout nicht bezahlen will. Ein Highlight war dieser Sketch schon 1936 in der Broadway-Show „George White’s Scandals of 1936“. Pay the Two Dollars wurde zu einem Idiom dafür, wie man aus einem Maulwurfshügel einen Berg macht.

### Veröffentlichung
So You Think You’re Not Guilty hatte in den USA am 15. April 1950 Premiere.

## Auszeichnung
Gordon Hollingshead war auf der Oscarverleihung 1950 mit dem Film für einen Oscar in der Kategorie „Bester Kurzfilm“ (1 Filmrolle) nominiert, musste sich jedoch Jack Eaton und seinem Film Aquatic House Party geschlagen geben.